# البرامج الخطرة
البرامج الخطرة (بالإنجليزية: Riskware)‏، هي كلمة تستخدم لوصف البرامج التي يشكل تثبيتها وتنفيذها خطرًا محتملاً ولكن غير مؤكد على جهاز الحاسوب مضيف. غالبًا ما تندرج البرامج العادية نسبيًا ضمن فئة البرامج الخطرة حيث يمكن تعديل بعض التطبيقات لغرض آخر واستخدامها ضد مستخدم الحاسب أو مالكه.